# Pentina lucida
Pentina lucida är en fjärilsart som beskrevs av W. Warren 1908. Pentina lucida ingår i släktet Pentina och familjen Thyrididae. Inga underarter finns listade i Catalogue of Life.